# Photocomposition

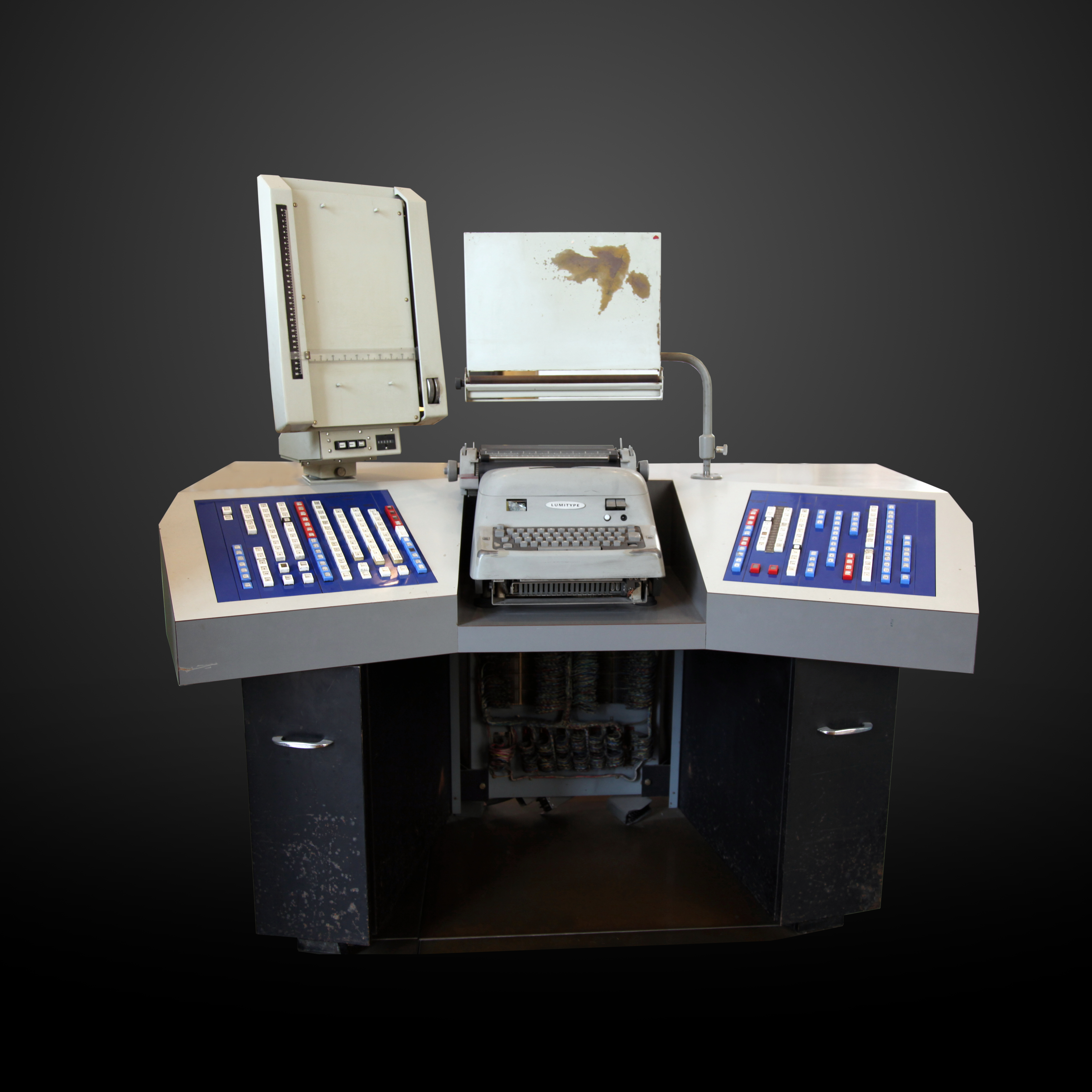
Lumitype (1965)

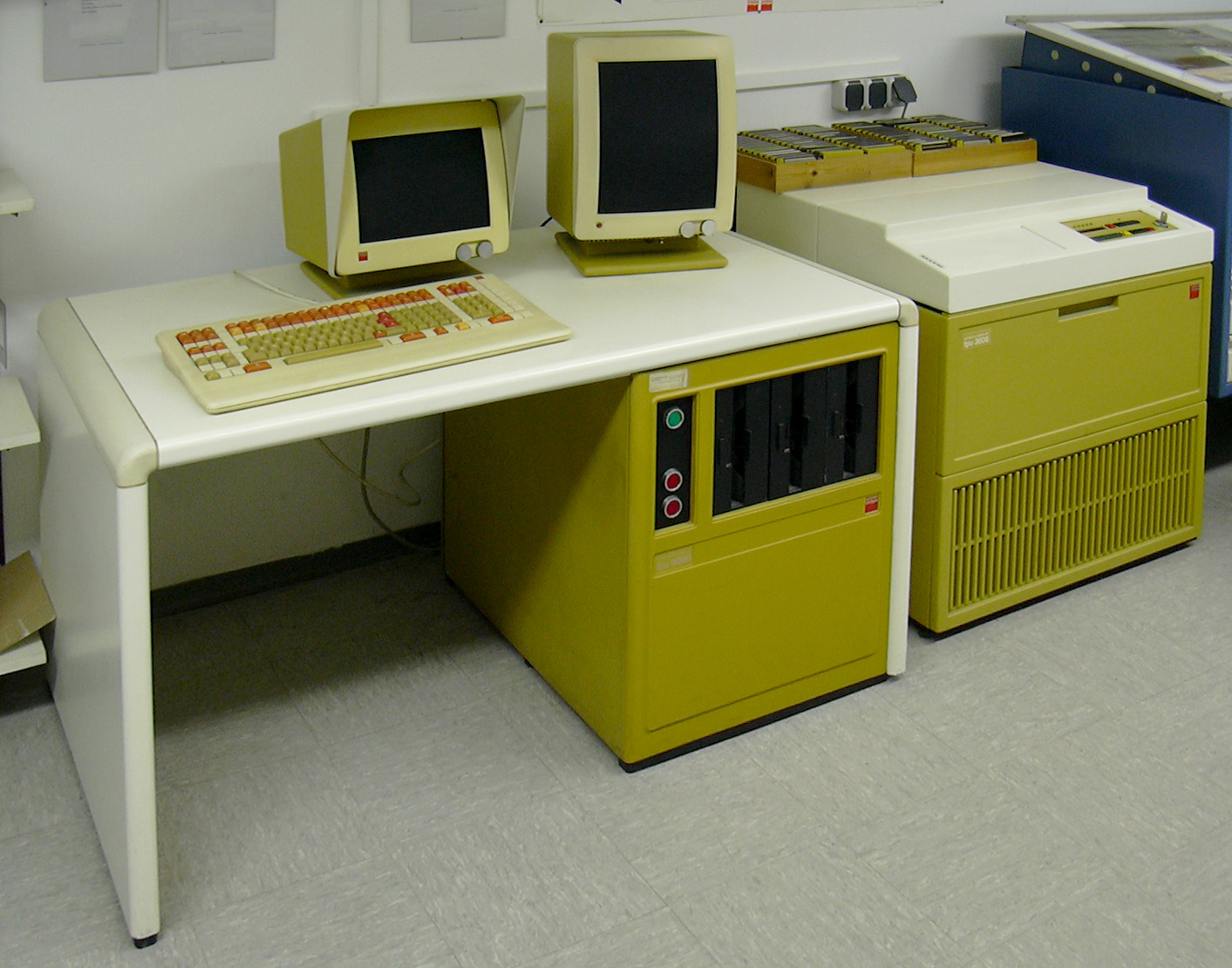
Photocomposeuse Berthold

La photocomposition est un procédé de composition de lignes de texte en qualité typographique par un principe photographique, et non, comme depuis les débuts de l’imprimerie, par des caractères en plomb assemblés manuellement ou mécaniquement. Assis devant le clavier d'une machine imposante, un opérateur peut ainsi produire des colonnes de texte sur des films, qui sont ensuite découpés et assemblés pour réaliser les maquettes transparentes des pages de journal, brochures, livres, etc. au travers desquelles on « flashe » (sensibilise) les plaques de l'imprimerie offset.
La première machine opérationnelle, la Lumitype, fut mise au point par les ingénieurs Louis Moyroud, René Higonnet et René Gréa à partir de 1944. Le procédé se généralisa dans les années 1960 et fut remplacé par l’informatique à la fin des années 1970.

## Historique
Les premières évolutions pour sortir de la composition en plomb se font dès la fin du XIXe siècle dans le secteur de ce qu’on n’appelle pas encore la bureautique. Les administrations requièrent  de plus  en plus de documents à faible diffusion. Vers 1890 apparaît le photostat, procédé de reproduction photographique. Les machines à écrire se perfectionnent : au milieu des années 1920 apparaît la Typary de la société suisse Polygraphic, machine à écrire justifiante, puis la Varityper de Coxhead (USA), qui permet de varier styles et corps en qualité supérieure à la machine à écrire standard. Ces machines permettent la  composition de texte pour l’impression offset et l’héliogravure de bureau, mais on n’en est pas encore à la production en grandes quantités et en bonne qualité typographique.
On fabrique des photocomposeuses, généralement destinées aux pages de titre : celle d’Alfred E. Bawtree (1915), de J. R. C. August ou d’E. K.Hunter (1915), qui fait déjà appel au calcul binaire. On modifie le principe de la Linotype (Smothers, 1925 ; Friedman et Bloom, 1926). En 1928, Ödön Uher fabrique une machine assez évoluée, l’Uhertype, pour qui Jan Tschichold dessine plusieurs polices. Mais la machine vraiment universelle et efficace reste à inventer.
Ce sont deux ingénieurs dans le domaine du téléphone, Higonnet et Moyroud, totalement étrangers à l’imprimerie, qui, apportant sur la question un regard totalement neuf, réaliseront, non sans mal, à partir de 1944, la première photocomposeuse moderne, la Lumitype.

### La photocomposition dans les années 1970
Dans un article de 1977 consacré au salon des industries graphiques Drupa, Roger Chatelain indique que le nombre de photocomposeuses vendues chaque année dans le monde s'élevait à neuf cents en 1966 et sept mille deux cents en 1974. Egalement en 1977, un article publié dans le journal TM-RSI présente les principaux acteurs du marché de la photocomposition :
- Berthold Diatronic
- Bobst Graphic Eurocat
- Compugraphic
- Dymo Pacesetter
- Harris Fototronic
- Linotype Linotronic
- Monotype Monophoto

## Principe
Sur la Lumitype, les « matrices » des caractères sont des négatifs photographiques, disposés sur un disque. Chaque disque peut comporter plusieurs fontes ou polices différentes. Le disque tourne devant un objectif qui détermine le corps du caractère. L’image du caractère est impressionnée sur le support, papier ou film, par un éclat de lumière stroboscopique. La saisie se fait sur un clavier assez proche de celui d’une machine à écrire. La ligne est mise en mémoire, un calculateur détermine la valeur des espaces inter-mots en fonction des valeurs des signes saisis, puis la ligne est composée avec la justification voulue. La qualité est améliorée et le coût à la page nettement inférieur à ce qui est obtenu avec un système au plomb, en raison des vitesses possibles (15 000 lignes par minute, soit dix fois la vitesse d'une imprimante d'ordinateur de l'époque, était une vitesse de composition typique).

## Contexte
Le procédé a remplacé, outre les Linotype, les plus modestes composeuses à boule de type « Composphère », machines à écrire très améliorées dont les premiers modèles exigeaient que l'on frappe chaque ligne de texte deux fois (la première servant à déterminer a priori la justification (les espacements entre caractères à observer lors de la seconde frappe, qui seule se traduisait par une impression).
Apparue à la fin des années 1940, la photocomposition a permis ensuite le passage de l'imprimerie à l'ère du numérique, non sans bouleversements sociaux.

## Saisie
Dans un premier temps, la saisie était faite « au kilomètre » et en différé, afin de pouvoir alimenter la machine de façon aussi continue que possible. Aucun moniteur ne permettait de vérifier sa sortie. Le texte était ensuite reporté sur une bande perforée ou un support magnétique.
Des moniteurs permirent ensuite de contrôler les textes et les codifications. Loin des logiciels wysiwyg actuels, ces moniteurs ne travaillaient qu'en mode texte. On y gagnait cependant un bien meilleur confort par rapport aux saisies au kilomètre « en aveugle ».
Le stockage des données se fit ensuite sur disquettes magnétiques de 5,25 pouces puis sur disques durs.
Ces données, les textes, étaient enrichies, balisées, afin de leur appliquer des styles : police de caractère, corps, graisse, déformation (procédé fortement dénoncé comme non professionnel par Adrian Frutiger), justification, alignement, etc., afin de leur donner une forme. Ensuite, ces textes étaient envoyés à l'unité d'écriture, la photocomposeuse.
De là, les colonnes de texte partaient sur des tables de montage où elles étaient le plus souvent assemblées, jusque vers les années 1980, avec de la colle et des ciseaux.

## Procédés
Différents procédés permettent de reporter les textes sur papier photosensible puis sur films. Les systèmes dits à miroirs (Berthold), dans lesquels les caractères sont ajourés et, par report de pochoir grâce à une source lumineuse, impressionnés sur la surface sensible. Puis le laser fait rapidement son apparition (Linotronic, Compugraphic, Cerci, Agfa...) pour l'écriture directe sur la surface.
Toutes ces machines ont une capacité de production de quelques milliers de caractères à l’heure, mais restent prisonnières de la matrice négative du caractère et du flash. Le disque de caractère, même s'il tourne à deux mille tours par minute et le flash au millionième de seconde, ne permet pas d'aller plus vite que trois cent mille caractères par heure. Il convient donc de s'affranchir de cette matrice négative.
Différentes solutions sont trouvées à l'époque. Linotype Paul en Angleterre avec sa gamme Linotron 505 reste encore prisonnière d'une matrice physique mais transpose cela sur tube cathodique et donc permet de passer à la vitesse d’un a deux millions de caractères. D'autres machines atteignent les quatre millions. Ces machines sont nécessaires pour les entreprises de presse et les journaux et coûtent plusieurs dizaines de millions de francs et donc réservées aux industriels du secteur.
C'est la société Monotype qui révolutionne cette technologie avec sa machine, la Lasercomp. La matrice du caractère n'est plus physique (disque négatif) mais devient virtuelle, donc électronique et en mémoire d'ordinateur. Linotype emboîte le pas avec sa Linotron 202. Arrivent parallèlement les systèmes MDT puis MCS de Compugraphic dont les polices sont stockées sur des disquettes souples de 5,25 pouces avec les flasheuses Agfa-Compugraphic.
Le caractère typographique est représenté en mémoire par son contour sous forme de courbe de Bézier (algorithme décrit par un mathématicien français). À partir de cette formule, et donc de son contour, l'ordinateur de la machine génère le remplissage du caractère et le laser expose ce caractère sur la surface sensible qui reste un film ou du papier photographique.
Parallèlement, Xerox à Palo Alto puis Adobe (société créé par John Warnock, un ancien de chez Xerox), mettent au point le langage PostScript qui reprend les principes de la description du contour de caractère.
À partir de cette époque, les créateurs typographes (Monotype, Linotype, Berthold, Lumitype...) sont obligés, pour protéger leurs droits d’auteur, de fournir leurs polices de caractère sous cette forme numérique. Les professionnels des arts graphique achètent donc ces polices de caractères sous cette forme virtuelle. Cela donne naissance à la publication assistée par ordinateur. Pour mémoire, aucune de ces polices de caractère n'est gratuite, même si vous les obtenez au travers d'un logiciel ou d'un système d'exploitation. Cependant, il existe des productions de caractères originales, ou ressemblant à des polices existantes, libres et gratuites.

## Naissance de la publication assistée par ordinateur
Conjointement à la photocomposition, on assiste à la naissance puis à l’essor de la publication assistée par ordinateur, plus connue sous son sigle PAO, qui finira par supplanter la photocomposition.
C'est en 1980 qu'apparaît le premier Apple II suivi en 1982 par le premier IBM PC. Ces premiers micro-ordinateurs ne visualisaient sur écran que des caractères basiques reposant sur une matrice (bitmap) et ne permettaient pas une visualisation des caractères dans leur forme réelle. En 1984, Apple sort son Macintosh, avec un écran graphique de définition assez fine pour pouvoir représenter la forme d'un caractère dans son dessin réel. C'est donc le Macintosh qui lit la forme vectorielle du caractère et le transforme en pixels à l'écran. Il a fallu générer dans les algorithmes un PostScript écran mais le résultat était là. On tape un A sur le clavier et sur l'écran vous avez instantanément le dessin d'un A en Times ou Helvetica dans n'importe quelles taille ou graisse.
Apple était suivi de près par d'autres sociétés avec de plus grands écrans capables d’afficher une page entière et des micro-ordinateurs plus puissants.
Dès lors, ce procédé de composition sortait un peu du domaine professionnel pour se diffuser vers un plus large public. De nombreuses sociétés de PAO se sont créées autour de logiciels de mise en page tels que QuarkXpress ou Aldus PageMaker. Il était possible, avec un budget relativement modeste (moins de l’équivalent de 10 000 euros), de s'équiper avec une machine et les logiciels pour effectuer des travaux d’imprimerie.
Dans les années 1980, les scanners émergeaient aussi sur le marché et la numérisation des images associés aux logiciels dont Photoshop a longtemps été le produit phare, complétaient le besoin ; la publication de livre ou de document étant la synthèse texte et image.
L'évolution des procédés d'impression offset ou hélio a fait qu'il a été possible de supprimer complètement le support film. C'est maintenant directement que le fichier final sortant de l'ordinateur peut être gravé sur la plaque offset ou le cylindre hélio, ce qui a complètement transformé les imprimeries.